# Кирово (Крым)
Ки́рово (до 1948 года Войковшта́дт; укр. Кірове, крымскотат. Kirovo, Кирово) — село, расположенное на территории Ленинского района (Автономной) Республики Крым, центр Кировского сельского поселения (Кировского сельсовета).

## Население
| 2001 | 2014 |
| ---- | ---- |
| 807  | →807 |

Всеукраинская перепись 2001 года показала следующее распределение по носителям языка
| Язык             | Процент |
| ---------------- | ------- |
| русский          | 22.5    |
| крымскотатарский | 31.36   |
| украинский       | 5.83    |
| другие           | 0.65    |

### Динамика численности
- 1935 год — 384 чел.[10]
- 1939 год — 374 чел.[11]
- 1989 год — 1286 чел.[11]
- 2001 год — 807 чел.[12]
- 2009 год — 1028 чел.[13]
- 2014 год — 807 чел.[14]

## Современное состояние
На 2017 год в Кирово числится 14 улиц и 1 переулок; на 2009 год, по данным сельсовета, село занимало площадь 118,7 гектара на которой, в 336 дворах, проживало 1028 человек. В селе действуют средняя общеобразовательная школа и детский сад «Солнышко», сельский Дом культуры, библиотека, фельдшерско-акушерский пункт.

## География
Расположено примерно в 13 километрах (по шоссе), на юго-восток от районного центра Ленино, там же ближайшая железнодорожная станция Семь колодезей (на линии Джанкой — Керчь), высота центра села над уровнем моря — 83 м.

## История
Еврейское поселение Войковштат, судя по доступным источникам, было основано в 1929 году переселенцами с Правобережной Украины на пустующих землях Кенегезского сельсовета на восточном склоне балки Семь Колодезей. Обустройство на новом проходило при активной помощи Агро-Джойнта: строились дома (за счёт и по проектам АгроДжойнта), поставлялись трактора Фордзон и комбайны Джон Дир. Практически сразу после основания был образован колхоз имени Войкова, ориентированном на выращивание хлопка. Поскольку хлопок в этих караях не вызревал, вскоре хозяйство переориентировали на другие сельхозкультуры. В конце декабря 1931 года из состава Кенегезского сельсовета был выделен отдельный Войковский еврейский сельсовет, в том же году открылась еврейская семилетняя школа с обучением на идиш. На 15 октября 1933 года Войковский сельсовет включал 144 хозяйства с населением 384 человека. В 1935 году колхозу присвоили имя Кирова. Изначально посёлок страдал от отсутствия питьевой воды и в 1936 году, с помощью Агро Джойнта, в двух километрах от поселка был найден источник и построен водопровод. В 1938 году Войковский сельсовет ликвидировали и село вернули в Кенегезкий, в 1939 году школу перевели на русский язык обучения — к тому времени значительно возросла доля нееврейского населения: по данным переписи населения 17 января 1939 года в Войковштадте проживало 374 человека, из них около 250 евреев.
Длинное и неудобное название Войковштадт часто, даже в документах вокращали до Войково: на километровой карте Генштаба Красной армии 1941 года селение подписано, как Войково с 42 дворами и сельсоветом, но известно, что на 1940 год совет не существовал. На подробной карте РККА Керченского полуострова 1941 года в селе Войково 1-е обозначено 42 двора (на двухкилометровке РККА 1942 года уже подписано, как Войковштат).
В начале отечественной войны, с выходом немецко-румынских войск к Перекопу, на Кубань в станицу Ильинскую был, вначале, в конце сентября, перегнан колхозный скот, а затем туда же эвакуировалась большая часть евреев Войковштадта (предположительно около 50 % евреев посёлка, примерно 100 человек) — по разным причинам не эвакуировалось около 100 евреев. 2 ноября 1941 года был оккупирован Войковштадт, попав в румынскую зону оккупации — была создана румынская комендатура с небольшим гарнизоном. Была проведена регистрация еврейского населения, был назначен староста евреев Войковштадта, местный еврей Бердичевский. Евреев обязали носить жёлтую звезду, в конце ноября 1941 года на одной из улиц на окраине села создали гетто.
В ходе проведения Керченско-Феодосийской десантной операции в последние дни декабря 1941 года гетто было освобождено, одно из первых на территории СССР, практически все узники пережили оккупацию и избежали гибели. Лиц призывного возраста мобилизовали в армию, в колхозе начались весенние работы. В январе—мае 1942 года в районе села вели бои части 51-й и 44-й армий Крымского фронта. Останки погибших в этих боях более 650 воинов в 1944 году захоронили в братской могиле в селе. Постановлением Совета министров Республики Крым № 627 от 20 декабря 2016 года отнесённый к категории объектов культурного наследия России регионального значения. 8 мая 1942 года немецкие войска прорвали фронт. Войковштадтские евреи, уже зная о судьбе других гетто, эвакуировались на Кубань, в станицы, где жили эвакуированные ранее односельчане: Войковштадт единственный из крымский еврейских поселков, практически все жители которого во время войны избежали гибели на крымской земле.
После захвата немцами 24 июля 1942 года Ростова-на-Дону, осевшие в Ильинской евреи попытались самостоятельно выехать на восток, но это мало кому удалось, ввиду ограниченных транспортных возможностей в регионе. Двигались пешком и на телегах, но большая часть их была перехвачена германскими войсками и возвращена в станицу Ильинскую, оккупированную немцами 2 августа 1942 года. 20 августа 1942 года произошла расправа над евреями и пленными красноармейцами. Сколько уничтожили собственно евреев точно неизвестно — в советских документах все невоенные названы «мирными советскими гражданами». Предполается, что войковштадтцев среди жертв было около 110 человек.
12 апреля 1944 года Красная армия освободила Войковштадт. Из жителей-евреев уцелело примерно 90 человек, 40—50 из которых вернулись в село. Позже к ним присоединились уцелевшие фронтовики. Там Был восстановлен еврейский колхоз им. Кирова во главе с председателем колхоза Юзей (Иосифом) Гольдштейном. Евреи больше не составляли большинства ни в колхозе, ни в селе. В дальнейшем евреи постепенно разъезжались в города Крыма и других областей и к началу 1960-х годов в Кирово оставался один 80-летний еврей Тевье Лам.
С 25 июня 1946 года Войковштат в составе Крымской области РСФСР. Указом Президиума Верховного Совета РСФСР от 18 мая 1948 года, Войковштат переименовали в Кирово. 26 апреля 1954 года Крымская область была передана из состава РСФСР в состав УССР. Время включения в Красногорский сельсовет пока не установлено: на 15 июня 1960 года село уже числилось в его составе. В период с 1 января по 1 июня 1977 года Кирово стало центром сельсовета. По данным переписи 1989 года в селе проживало 1286 человек. С 12 февраля 1991 года село в восстановленной Крымской АССР, 26 февраля 1992 года переименованной в Автономную Республику Крым. С 21 марта 2014 года в составе Крыма, аннексировано Россией.
12 мая 2016 года парламент Украины, не признающий российскую аннексию, принял постановление о переименовании села в Карса (укр. Карса), в соответствии с законами о декоммунизации, однако данное решение не вступает в силу до «возвращения Крыма под общую юрисдикцию Украины».